# Lil Gotit
Семая Заир Рендер (англ. Semaja Zair Render; род. 6 августа 1999, Атланта, Джорджия, США), более известен как Lil Gotit — американский рэпер, певец и автор песен.

## Биография
Семая Заир Рендер родился в Атланте, штат Джорджия, и был младшим из семи детей. Рендер изначально вырос в Форест-парке на Конли-роуд в Саутсайде, Атланта. Бросив школу на первом курсе, Семая переехал на Кливленд-авеню. Как и его брат и рэпер Lil Keed, который на год старше, Lil Gotit начал серьёзно заниматься рэпом после убийства их друга Руди.
Затем Lil Gotit начал выпускать песни со своим братом. Названный одной из восходящих звёзд рэпа, его музыку начали играть в клубах Атланты. Lil Gotit назвал Янг Тага своим наставником.
Lil Keed скончался 13 мая 2022 года на глазах Семая.

## Карьера

### 2018–2019: Hood Baby и Crazy But It's True
Lil Gotit сотрудничал с Lil Keed и Lil Uzi Vert на песне «Heavy Metal». В ноябре 2018 года он снова появился на треке с Lil Uzi Vert под названием «Hercules». Рендер также выпустил песню «Superstar» с Gunna. Lil Gotit выпустил свой дебютный студийный альбом Hood Baby на Alamo Records. 14 марта 2019 года вышел второй студийный альбом Crazy But It's True. Пластинка содержит гостевые участия от Gunna, Wali Da Great, Lil Keed и Lil Durk.
29 марта 2019 Lil Gotit выпустил музыкальное видео на свой сингл «Drop The Top» при участии Lil Keed. 11 апреля 2019 года вышел трек «Never Met» с музыкальным видео. 2 мая 2019 Lil Gotit выпустил сингл «Lil Ralph». 8 мая 2019 года Famous Dex выпустил трек «Fully Loaded» при участии Рендера. В тот же день было выпущено анимационное видео на сингл Lil Gotit Gotit «Da Real HoodBabies (Remix)» при участии Lil Baby. Рендер выпустил трек «Pop My Shit», песня сопровождалась музыкальным видео. 7 августа 2019 года вышел сингл «Oh Ok» и видеоклип к нему.

### 2019–наст. время: The Real Goat, Hood Baby 2, Top Chef Gotit и The Cheater
22 августа 2019 года Lil Gotit объявил о выходе своего третьего студийного альбома Hood Baby 2. 5 сентября 2019 года вышел микстейп The Real Goat.
30 января 2020 года вышел трек «A'Team (You Ain't Safe)» вместе с Lil Yachty, Lil Keed и Zaytoven. Это второй сингл из их совместного альбома A-Team. 6 февраля 2020 года он выпустил трек «Bet Up» и объявил о своём будущем проекте Superstar Creature, исполнительным продюсером которого является London on da Track. 12 февраля 2020 года Lil Gotit выпустил сингл «Drip Jacker».
9 апреля 2020 года Lil Gotit выпустил сингл «Bricks in the Attic», первую песню из своего третьего студийного альбома Hood Baby 2 . 23 апреля 2020 года он представил саму пластинку. В альбоме приняли участие Gunna, Фьючер, Lil Keed и Lil Yachty.
10 августа 2020 года Lil Gotit выпустил сингл «What It Was» совместно с Фьючером из своего будущего альбома Crazy But It's True 2, который позже был переименован в Top Chef Gotit.
17 марта 2021 года Готит выпустил сингл «Wok». Четвёртый студийный альбом Top Chef Gotit вышел 10 июня.
4 мая 2022 года он выпустил пятый студийный альбом The Cheater.

## Живые выступления
Lil Gotit выступил на сцене Audiomack на фестивале Rolling Loud 10 мая 2019 года в Майами, штат Флорида вместе с Lil Durk, Juice WRLD, Rich the Kid и другими. 14 сентября 2019 года Lil Gotit и Lil Keed выступили в театре Ново в Лос-Анджелесе. На протяжении всего выступления на сцене также присутствовали рэперы Дрейк, Lil Duke и Янг Таг. Он выступил на фестивале Rolling Loud в Окленде 29 сентября 2019 года. 12 октября 2019 года Lil Gotit выступили на фестивале Rolling Loud в Нью-Йорке.

## Дискография
Студийные альбомы
- Hood Baby (2018)
- Crazy But It's True (2019)
- Hood Baby 2 (2020)
- Top Chef Gotit (2021)
- The Cheater (2022)